# Saint-Alpinien
Saint-Alpinien è un comune francese di 299 abitanti situato nel dipartimento della Creuse nella regione della Nuova Aquitania.

## Società

### Evoluzione demografica
Abitanti censiti